# 文化中心駅 (高雄市)
文化中心駅（ぶんかちゅうしんえき）は、台湾高雄市苓雅区にある高雄捷運橘線の駅。和平一路と中正二路の間に位置し、駅舎の一部は大統百貨店の和平店と同じ建造物で、4号出口は大統百貨和平店の1階に直通している。

## 駅構造
ホームドア付き島式ホーム1面2線の地下駅であり、4箇所の出入口がある。

### 駅階層
| 地階    | 出入口                       | 出入口                                     |
| 地下1階 | コンコース階                 | コンコース、案内所、自動券売機、自動改札口 |
| 地下1階 | コンコース階                 | トイレ（駅東側で改札の外、出口3近く）      |
| 地下2階 | 1番ホーム                    | ←■橘線 美麗島・哈瑪星方面（信義国小駅）    |
| 地下2階 | 島式ホーム、左側のドアが開く |                                            |
| 地下2階 | 2番ホーム                    | ■橘線 大寮方面（五塊厝駅）→                |

### 駅出口
出口1は駅西端北側側、出口2は駅西端南側、出口3は駅東端南側、出口4は駅東端大統百貨和平店の1階にあり、出口3にはバリアフリーのエレベーターがある。
- 出口1：中正二路(西)、尚信街
- 出口2：尚義街、五福国中
- 出口3：五福一路、南和游泳池、高雄市立文化中心、高雄師範大学
- 出口4：大統百貨和平店、彩虹公園

## 利用状況
| 年   | 年間      | 年間      | 年間      | 年間     | 1日平均 | 1日平均 |
| 年   | 乗車      | 下車      | 乗下車計  | 出典     | 乗車    | 乗下車  |
| ---- | --------- | --------- | --------- | -------- | ------- | ------- |
| 2008 | 293,489   | 279,597   | 573,086   | [ 注 1 ] | 2,877   | 5,618   |
| 2009 | 1,010,241 | 871,935   | 1,882,176 | [ * 2 ]  | 2,768   | 5,157   |
| 2010 | 1,048,259 | 1,000,522 | 2,048,781 | [ * 3 ]  | 2,872   | 5,613   |
| 2011 | 1,121,700 | 1,071,035 | 2,192,735 | [ * 4 ]  | 3,073   | 6,007   |
| 2012 | 1,234,844 | 1,179,843 | 2,414,687 | [ * 4 ]  | 3,374   | 6,598   |
| 2013 | 1,272,679 | 1,219,160 | 2,491,839 | [ * 4 ]  | 3,487   | 6,827   |
| 2014 | 1,302,332 | 1,253,013 | 2,555,345 | [ * 4 ]  | 3,568   | 7,001   |
| 2015 | 1,247,518 | 1,208,870 | 2,456,388 | [ * 4 ]  | 3,418   | 6,730   |
| 2016 | 1,304,553 | 1,259,829 | 2,564,382 | [ * 4 ]  | 3,564   | 7,007   |
| 2017 | 1,313,195 | 1,260,675 | 2,573,870 | [ * 4 ]  | 3,598   | 7,052   |
| 2018 | 1,336,231 | 1,292,548 | 2,628,779 | [ * 4 ]  | 3,661   | 7,202   |
| 2019 | 1,345,876 | 1,319,819 | 2,665,695 | [ * 4 ]  | 3,687   | 7,303   |
| 2020 | 1,037,542 | 991,887   | 2,029,429 | [ * 4 ]  | 2,835   | 5,545   |

- 統計に関する出典

註釈
1. ↑  9月14日開業後の運営日数は109日だが、統計は有料化開始の9月21日以降102日で算出している[* 1] ）

出典
1. ↑  （繁体字中国語）高雄捷運公司 (2009年1月10日). “高雄都會區大眾捷運系統各站旅運量統計表”.   高雄市政府交通局. p. 頁10. 2019年5月5日閲覧。
2. ↑  （繁体字中国語）“高雄都會區大眾捷運系統各站旅運量統計表 中華民國98年”.   高雄市政府捷運工程局. p. 13 (2009年1月10日). 2019年10月27日閲覧。
3. ↑  （繁体字中国語）“高雄都會區大眾捷運系統各站旅運量統計表 中華民國99年”.   高雄市政府捷運工程局. p. 13. 2019年10月27日閲覧。
4. ↑  （繁体字中国語）“高雄都會區大眾捷運系統各站旅運量-年 依 年, 捷運站別 與 入出站”.   高雄市政府交通局 (2021年3月12日). 2021年3月12日閲覧。 高雄市統計資訊服務網

## 歴史
- 2008年9月14日 - 開通[1]。
- 2008年9月21日 - 開通式典が行われた[2]。

## 隣の駅
高雄捷運
■橘線
信義国小駅 - 文化中心駅 - 五塊厝駅